# 陷车河
陷车河，位于中华人民共和国青海省治多县西北羌塘高原地区的一条河流，发源于冬布勒山东北侧，总体自西南向东北流，于永红湖西部入湖，经永红湖调节后于该湖东南端泄出，曲折向东约6千米后注入西金乌兰湖。河流全长73千米，总落差631米，河床平均比降8.6‰，流域面积2160平方千米。流域属于羌塘高寒草原半干旱气候，沿岸主要为苔草高寒草原。